# The Quietus
The Quietus je britský internetový magazín zaměřený na hudbu a popkulturu. Publikuje například recenze (nejčastěji hudebních alb, ale také filmů, knih a seriálů) a rozhovory. Založil jej v roce 2008 novinář John Doran. Svými články sem přispívali také například David Stubbs, Simon Frith a Steve Lamacq. V roce 2008 web získal ocenění Record of the Day Awards. List The Independent jej v roce 2009 zařadil mezi pětadvacet nejlepších hudebních webů.